# Klooster Srediste
Het Klooster Srediste (Servisch: Манастир Средиште, Manastir Središte) is een Servisch-orthodox klooster gelegen in de Banaat-regio in de noordelijke Servische autonome provincie Vojvodina. Het ligt in de gemeente Vršac.